# Julietta (roman)
 (février 2024).
Si vous disposez d'ouvrages ou d'articles de référence ou si vous connaissez des sites web de qualité traitant du thème abordé ici, merci de compléter l'article en donnant les références utiles à sa vérifiabilité et en les liant à la section « Notes et références ».
Julietta est un roman publié par Louise de Vilmorin chez Gallimard en 1951, la même année que son roman le plus connu, Madame de.

## Résumé
Julietta Valendor, jeune fille de dix-huit ans un peu rêveuse, accepte, un peu à la légère, la demande en mariage du prince Hector d'Alpen alors qu'il passent leurs vacances ensemble. D'Alpen, homme du monde cinquantenaire tombé rapidement amoureux de Julietta, part préparer le mariage à Paris et s'attend à l'arrivée de sa fiancée quelques jours plus tard. Dans le train pour Paris, un inconnu nommé André Landrécourt, assis à côté de Julietta, oublie son étui à cigarettes sur la banquette. Elle court lui rendre sur le quai, mais le train repart sans elle. 
Landrécourt offre à la jeune fille de l'héberger pour la nuit dans sa maison au milieu de la campagne, afin qu'elle puisse prendre le train du lendemain matin, alors que lui-même doit partir dès l'aube rejoindre son amoureuse, Rosie Facibey, et partir pour de longues vacances avec elle. Mais Rosie, mondaine au fort caractère et à la répartie bien tranchée, par ailleurs amie de d'Alpen, lui propose au contraire de passer ces vacances chez lui tous les deux en amoureux. Landrécourt accepte sans savoir que Julietta, qui a changé d'avis sur son mariage et pour s'en échapper, est restée chez lui. De retour à la maison, Landrécourt s'aperçoit de la présence de la jeune fille et la cache au grenier pour éviter une crise de jalousie de Rosie. Il s'enferme ainsi dans une suite de mensonges qui révèlera la vraie nature des sentiments des protagonistes.

## Écriture du roman
Le roman, au ton comique, voire burlesque, aurait été inspiré à Louise de Vilmorin par la vie de Madeleine Castaing et de son époux.

## Adaptation
- Julietta, film de Marc Allégret, sorti en 1953, avec Jean Marais, Dany Robin et Jeanne Moreau.